# Funzione trigonometrica inversa
In matematica, le funzioni trigonometriche inverse sono un insieme di funzioni strettamente collegate alle funzioni trigonometriche.  Le funzioni inverse principali sono elencate nella seguente tabella.
| Nome           | Notazione usuale                            | Definizione                                                                     | Dominio                                                              | Codominio                                                                  |
| -------------- | ------------------------------------------- | ------------------------------------------------------------------------------- | -------------------------------------------------------------------- | -------------------------------------------------------------------------- |
| arcoseno       | {\displaystyle y=\arcsin(x)}                | {\displaystyle x=\sin(y)}                                                       | {\displaystyle \left[-1;+1\right]}                                   | {\displaystyle -{\frac {\pi }{2}}\leq y\leq {\frac {\pi }{2}}}             |
| arcocoseno     | {\displaystyle y=\arccos(x)}                | {\displaystyle x=\cos(y)}                                                       | {\displaystyle \left[-1;+1\right]}                                   | {\displaystyle 0\leq y\leq \pi }                                           |
| arcotangente   | {\displaystyle y=\arctan(x)}                | {\displaystyle x=\tan(y)}                                                       | {\displaystyle \mathbb {R} }                                         | {\displaystyle -{\frac {\pi }{2}}<y<{\frac {\pi }{2}}}                     |
| arcocosecante  | {\displaystyle y=\operatorname {arccsc}(x)} | {\displaystyle x=\operatorname {csc} (y),y=\arcsin \left({\frac {1}{x}}\right)} | {\displaystyle \left(-\infty ;-1\right]\cup \left[1;+\infty \right)} | {\displaystyle -{\frac {\pi }{2}}\leq y<0\vee 0<y\leq {\frac {\pi }{2}}}   |
| arcosecante    | {\displaystyle y=\operatorname {arcsec}(x)} | {\displaystyle x=\sec(y),y=\arccos \left({\frac {1}{x}}\right)}                 | {\displaystyle \left(-\infty ;-1\right]\cup \left[1;+\infty \right)} | {\displaystyle 0\leq y<{\frac {\pi }{2}}\vee {\frac {\pi }{2}}<y\leq \pi } |
| arcocotangente | {\displaystyle y=\operatorname {arccot}(x)} | {\displaystyle x=\cot(y),y=\arctan \left({\frac {1}{x}}\right)}                 | {\displaystyle \mathbb {R} }                                         | {\displaystyle 0<y<\pi }                                                   |

Talvolta vengono utilizzate le notazioni {\displaystyle \sin ^{-1}}, {\displaystyle \cos ^{-1}}, etc in luogo di arcsin, arccos, etc, ma questa notazione ha lo svantaggio di creare confusione, per esempio, fra {\displaystyle \arcsin(x)} e {\displaystyle 1/\sin(x)}, sebbene il contesto sia generalmente sufficiente a chiarire l'ambiguità.
Nei linguaggi di programmazione al computer le funzioni arcsin, arccos, arctan sono generalmente chiamate asin, acos, atan. Molti linguaggi di programmazione forniscono anche la funzione con due argomenti atan2, che calcola l'arcotangente di y/x dati y ed x, ma in un intervallo di [-π,π].

## Serie infinite
Analogamente al seno ed al coseno, le funzioni trigonometriche inverse si possono in alternativa definire in termini di serie infinite.
{\displaystyle \arcsin z=z+\left({\frac {1}{2}}\right){\frac {z^{3}}{3}}+\left({\frac {1\cdot 3}{2\cdot 4}}\right){\frac {z^{5}}{5}}+\left({\frac {1\cdot 3\cdot 5}{2\cdot 4\cdot 6}}\right){\frac {z^{7}}{7}}+\cdots =\sum _{n=0}^{\infty }{2n \choose n}{\frac {z^{2n+1}}{4^{n}(2n+1)}}\ ,\quad \left|z\right|<1}
{\displaystyle \arccos z={\frac {\pi }{2}}-\arcsin z={\frac {\pi }{2}}-\left[z+\left({\frac {1}{2}}\right){\frac {z^{3}}{3}}+\left({\frac {1\cdot 3}{2\cdot 4}}\right){\frac {z^{5}}{5}}+\left({\frac {1\cdot 3\cdot 5}{2\cdot 4\cdot 6}}\right){\frac {z^{7}}{7}}+\cdots \right]={\frac {\pi }{2}}-\sum _{n=0}^{\infty }{2n \choose n}{\frac {z^{2n+1}}{4^{n}(2n+1)}}\ ,\quad \left|z\right|<1}
{\displaystyle \arctan z=z-{\frac {z^{3}}{3}}+{\frac {z^{5}}{5}}-{\frac {z^{7}}{7}}+\cdots =\sum _{n=0}^{\infty }{\frac {(-1)^{n}z^{2n+1}}{2n+1}}\ ,\quad \left|z\right|<1}
{\displaystyle \operatorname {arccsc} z=\arcsin \left({\frac {1}{z}}\right)={\frac {1}{z}}+\left({\frac {1}{2}}\right){\frac {1}{3z^{3}}}+\left({\frac {1\cdot 3}{2\cdot 4}}\right){\frac {1}{5z^{5}}}+\left({\frac {1\cdot 3\cdot 5}{2\cdot 4\cdot 6}}\right){\frac {1}{7z^{7}}}+\cdots =\sum _{n=0}^{\infty }{2n \choose n}{\frac {1}{4^{n}(2n+1)z^{2n+1}}}\ ,\quad \left|z\right|>1}
{\displaystyle \operatorname {arcsec} z=\arccos \left({\frac {1}{z}}\right)={\frac {\pi }{2}}-\left[{\frac {1}{z}}+\left({\frac {1}{2}}\right){\frac {1}{3z^{3}}}+\left({\frac {1\cdot 3}{2\cdot 4}}\right){\frac {1}{5z^{5}}}+\left({\frac {1\cdot 3\cdot 5}{2\cdot 4\cdot 6}}\right){\frac {1}{7z^{7}}}+\cdots \right]={\frac {\pi }{2}}-\sum _{n=0}^{\infty }{2n \choose n}{\frac {1}{4^{n}(2n+1)z^{2n+1}}}\ ,\quad \left|z\right|>1}
{\displaystyle \operatorname {arccot} z=\arctan \left({\frac {1}{x}}\right)={\frac {\pi }{2}}-\left[z-{\frac {z^{3}}{3}}+{\frac {z^{5}}{5}}-{\frac {z^{7}}{7}}+\cdots \right]={\frac {\pi }{2}}-\sum _{n=0}^{\infty }{\frac {(-1)^{n}z^{2n+1}}{2n+1}}\ ,\quad \left|z\right|<1}

## Definizioni come integrali
Queste funzioni si possono anche definire dimostrando che sono integrali di altre funzioni.
{\displaystyle \arcsin \left(x\right)=\int _{0}^{x}{\frac {1}{\sqrt {1-z^{2}}}}\,\mathrm {d} z,\quad |x|<1}
{\displaystyle \arccos \left(x\right)=\int _{x}^{1}{\frac {1}{\sqrt {1-z^{2}}}}\,\mathrm {d} z,\quad |x|<1}
{\displaystyle \arctan \left(x\right)=\int _{0}^{x}{\frac {1}{z^{2}+1}}\,\mathrm {d} z,\quad \forall x\in \mathbb {R} }
{\displaystyle \operatorname {arccot} \left(x\right)=\int _{x}^{\infty }{\frac {1}{z^{2}+1}}\,\mathrm {d} z,\quad z>0}
{\displaystyle \operatorname {arcsec} \left(x\right)=\int _{x}^{1}{\frac {1}{|z|{\sqrt {z^{2}-1}}}}\,\mathrm {d} z,\quad x>1}
{\displaystyle \operatorname {arccsc} \left(x\right)=\int _{x}^{\infty }{\frac {-1}{|z|{\sqrt {z^{2}-1}}}}\,\mathrm {d} z,\quad x>1}

## Forme logaritmiche
È possibile esprimere queste funzioni usando i logaritmi naturali. Ciò permette di estendere in modo naturale il loro dominio all'intero piano complesso.
{\displaystyle \arcsin x\,=\,-i\,\ln \left(i\,x+{\sqrt {1-x^{2}}}\right)\,=\,\operatorname {arccsc} {\frac {1}{x}}}
{\displaystyle \arccos x\,=\,-i\,\ln \left(x+{\sqrt {x^{2}-1}}\right)\,=\,{\frac {\pi }{2}}\,+i\ln \left(i\,x+{\sqrt {1-x^{2}}}\right)\,=\,{\frac {\pi }{2}}-\arcsin x\,=\,\operatorname {arcsec} {\frac {1}{x}}}
{\displaystyle \arctan x\,=\,{\frac {i}{2}}\left(\ln \left(1-i\,x\right)-\ln \left(1+i\,x\right)\right)\,=\,\operatorname {arccot} {\frac {1}{x}}}
{\displaystyle \operatorname {arccsc} x\,=\,-i\,\ln \left({\sqrt {1-{\frac {1}{x^{2}}}}}+{\frac {i}{x}}\right)\,=\,\arcsin {\frac {1}{x}}}
{\displaystyle \operatorname {arcsec} x\,=\,-i\,\ln \left({\sqrt {{\frac {1}{x^{2}}}-1}}+{\frac {1}{x}}\right)\,=\,i\,\ln \left({\sqrt {1-{\frac {1}{x^{2}}}}}+{\frac {i}{x}}\right)+{\frac {\pi }{2}}\,=\,{\frac {\pi }{2}}-\operatorname {arccsc} x\,=\,\arccos {\frac {1}{x}}}
{\displaystyle \operatorname {arccot} x\,=\,{\frac {i}{2}}\left(\ln \left(1-{\frac {i}{x}}\right)-\ln \left(1+{\frac {i}{x}}\right)\right)\,=\,\arctan {\frac {1}{x}}}
Queste relazioni si possono dimostrare elementarmente tramite l'espansione delle funzioni trigonometriche alla forma esponenziale.

### Dimostrazione di esempio
{\displaystyle \arcsin x\,=\,\theta }
{\displaystyle {\frac {e^{i\,\theta }-e^{-i\,\theta }}{2i}}\,=\,x}   (definizione esponenziale del seno)
Sia {\displaystyle k=e^{i\,\theta }}
{\displaystyle {\frac {k-{\frac {1}{k}}}{2i}}\,=\,x}
{\displaystyle k^{2}-2\,i\,k\,x-1\,=\,0}   (si risolva per {\displaystyle k})
{\displaystyle k\,=\,i\,x\pm {\sqrt {1-x^{2}}}\,=\,e^{i\,\theta }}   (si scelga la soluzione positiva)
{\displaystyle \theta \,=\,\arcsin \,x\,=\,-i\ln \left(i\,x+{\sqrt {1-x^{2}}}\right)}  Q.E.D.

## Derivate delle funzioni trigonometriche inverse
Le derivate delle funzioni trigonometriche inverse valgono:
{\displaystyle {\frac {\mathrm {d} }{\mathrm {d} x}}\arcsin x\,=\,{\frac {1}{\sqrt {1-x^{2}}}}}
{\displaystyle {\frac {\mathrm {d} }{\mathrm {d} x}}\arccos x\,=\,-{\frac {1}{\sqrt {1-x^{2}}}}}
{\displaystyle {\frac {\mathrm {d} }{\mathrm {d} x}}\arctan x\,=\,{\frac {1}{1+x^{2}}}}
{\displaystyle {\frac {\mathrm {d} }{\mathrm {d} x}}\operatorname {arccsc} x\,=\,-{\frac {1}{x\,{\sqrt {x^{2}-1}}}}}
{\displaystyle {\frac {\mathrm {d} }{\mathrm {d} x}}\operatorname {arcsec} x\,=\,{\frac {1}{x\,{\sqrt {x^{2}-1}}}}}
{\displaystyle {\frac {\mathrm {d} }{\mathrm {d} x}}\operatorname {arccot} x\,=\,-{\frac {1}{1+x^{2}}}}
Questi risultati si ottengono facilmente derivando la forma logaritmica mostrata sopra.

## Integrali indefiniti delle funzioni trigonometriche inverse
{\displaystyle \int \arcsin x\,\mathrm {d} x\,=\,x\,\arcsin x+{\sqrt {1-x^{2}}}+C}
{\displaystyle \int \arccos x\,\mathrm {d} x\,=\,x\,\arccos x-{\sqrt {1-x^{2}}}+C}
{\displaystyle \int \arctan x\,\mathrm {d} x\,=\,x\,\arctan x-{\frac {1}{2}}\ln \left(1+x^{2}\right)+C}
{\displaystyle \int \operatorname {arccsc} x\,\mathrm {d} x\,=\,x\,\operatorname {arccsc} x+\ln \left(x+{\sqrt {x^{2}-1}}\right)+C}
{\displaystyle \int \operatorname {arcsec} x\,\mathrm {d} x\,=\,x\,\operatorname {arcsec} x-\ln \left(x+{\sqrt {x^{2}-1}}\right)+C}
{\displaystyle \int \operatorname {arccot} x\,\mathrm {d} x\,=\,x\,\operatorname {arccot} x+{\frac {1}{2}}\ln \left(1+x^{2}\right)+C}
Tutti questi integrali si ricavano integrazione per parti e le derivate elencate al paragrafo precedente.

## Semplificazione somme
È possibile combinare la somma o differenza di due funzioni trigonometriche inverse in un'espressione dove la funzione trigonometrica compare una sola volta:
{\displaystyle \arcsin x_{1}\pm \arcsin x_{2}={\begin{cases}\arcsin \left(x_{1}{\sqrt {1-x_{2}^{2}}}\pm x_{2}{\sqrt {1-x_{1}^{2}}}\right)&\pm x_{1}x_{2}\leq 0\lor x_{1}^{2}+x_{2}^{2}\leq 1\\\pi -\arcsin \left(x_{1}{\sqrt {1-x_{2}^{2}}}\pm x_{2}{\sqrt {1-x_{1}^{2}}}\right)&x_{1}>0\land \pm x_{2}>0\land x_{1}^{2}+x_{2}^{2}>1\\-\pi -\arcsin \left(x_{1}{\sqrt {1-x_{2}^{2}}}\pm x_{2}{\sqrt {1-x_{1}^{2}}}\right)&x_{1}<0\land \pm x_{2}<0\land x_{1}^{2}+x_{2}^{2}>1\end{cases}}}
{\displaystyle \arccos x_{1}\pm \arccos x_{2}={\rm {sgn}}(x_{2}\pm x_{1})\arccos \left(x_{1}x_{2}\mp {\sqrt {1-x_{1}^{2}}}{\sqrt {1-x_{2}^{2}}}\right)+{\begin{cases}2\pi &\pm =+\land x_{1}+x_{2}<0\\0&{\mbox{altrimenti}}\end{cases}}}
{\displaystyle {\rm {arctan}}\left(x_{1}\right)\pm {\rm {arctan}}\left(x_{2}\right)={\begin{cases}\displaystyle {\rm {arctan}}\left({x_{1}\pm x_{2} \over \;1\mp x_{1}x_{2}\;}\right)&\pm x_{1}x_{2}<1\\\displaystyle {\rm {sgn}}\left(x_{1}\right)\,{\displaystyle \,\pi \; \over 2}\qquad &\pm x_{1}x_{2}=1\\\displaystyle {\rm {arctan}}\left({x_{1}\pm x_{2} \over \;1\mp x_{1}x_{2}\;}\right)+{\rm {sgn}}\left(x_{1}\right)\,\pi &\pm x_{1}x_{2}>1\\\end{cases}}}